# Józef Jan Giedroyć

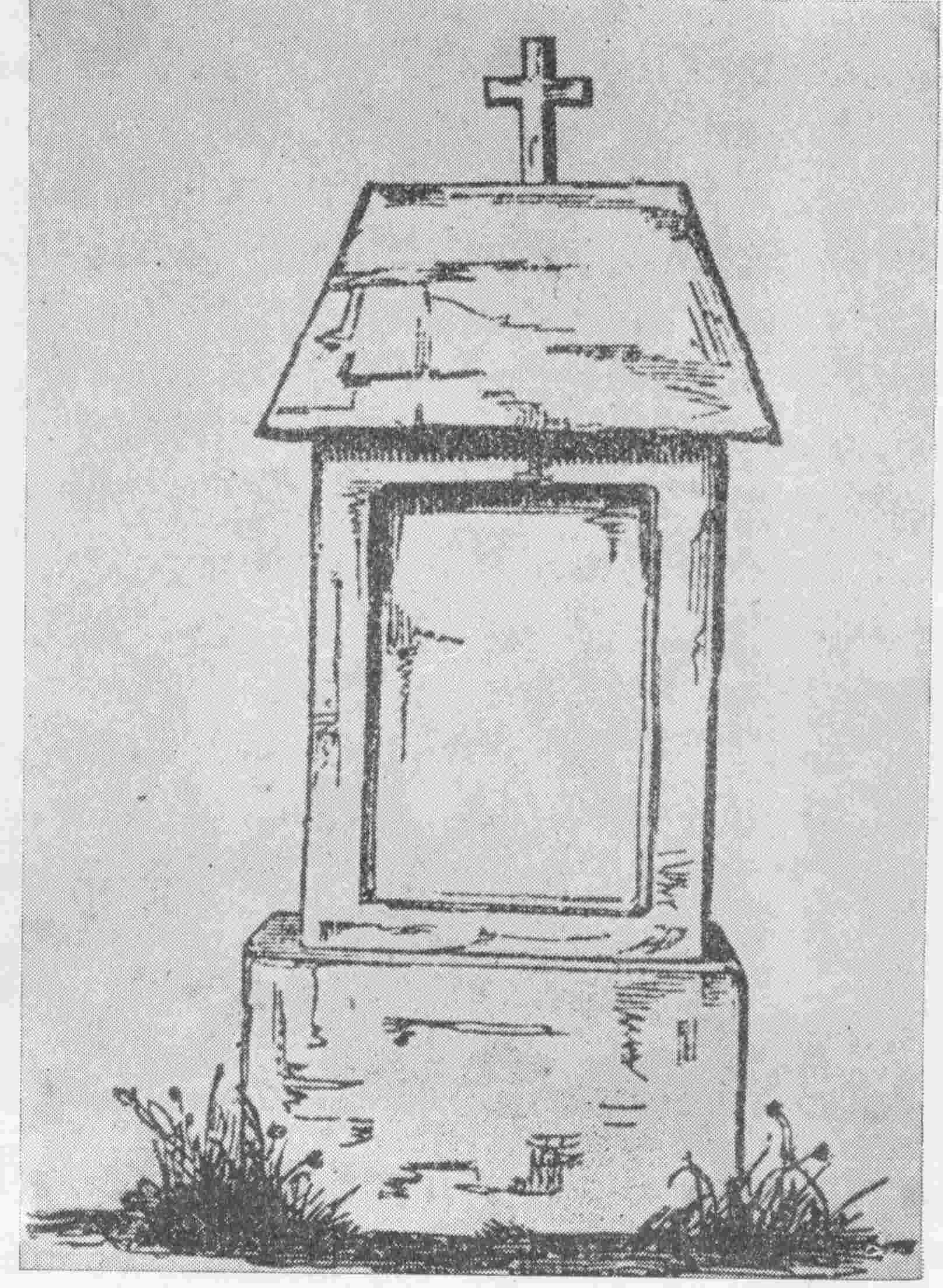
Tak wyglądała kapliczka księcia Józefa Jana Giedroycia wybudowana na górze Wallberg w Sępopolu

Józef Jan Giedroyć herbu Hippocentaurus (ur. 19 marca 1795 w Noseliszkach w województwie wileńskim, zm. 8 października 1831) – major Wojsk Polskich, jeden z przywódców powstania listopadowego na Litwie.

## Życiorys
W lipcu 1812 wstąpił do 18. Pułku Piechoty Księstwa Warszawskiego w randze podporucznika. W jego szeregach odbył kampanię rosyjską. 14 kwietnia 1813 przeniesiony do 6. Pułku Ułanów Księstwa Warszawskiego, z którym walczył w bitwie pod Lipskiem i wziął udział w szarży pod Wachau na szesnaście pułków jazdy nieprzyjacielskiej. W czasie tej bitwy był adiutantem generała Charles’a Lefebvre’a-Desnouettes’a. W 1814 wstąpił do 2. Pułku Strzelców Konnych. W 1824 złożył dymisję z armii.
W czasie powstania listopadowego, 28 marca 1831 wraz z Dominikiem Dowborem i Jakubem Tomkowiczem wystąpił na czele młodzieży w Telszach (wówczas było to miasto powiatowe) i wspólnie z oddziałem Józefa Syrowicza zmusił garnizon wojsk rosyjskich do ewakuacji. W pierwszej połowie maja na czele oddziału partyzantów nękał patrole wojsk rosyjskich w okolicach Wilna. 26 maja objął dowództwo nad 12 Pułkiem Ułanów. W dniu 1 lipca awansował na majora. 13 lipca 1831 roku podczas bitwy pod Nowym Miastem Żmudzkim Józef Jan Giedroyć otrzymał trzy rany postrzałowe.
6 września ranny major wraz z 37 oficerami oraz 48 powstańcami internowanymi z korpusów Giełguda, Rolanda i Chłapowskiego przekroczył granicę pruską i przybył do miasta Schippenbeil (dzisiaj Sępopol). 4 października został odznaczony złotym krzyżem Orderu Virtuti MIlitari. Niestety, 8 października zmarł, prawdopodobnie na zapalenie płuc. Oficerowie nie chcieli pochować zmarłego na ewangelickim cmentarzu, dlatego też najstarszy polski oficer, major Lubowski na miejsce spoczynku wyznaczył górę Wallberg (pol. Wałowa Góra), która była kiedyś pruskim grodziskiem. Pogrzeb odbył się 10 października 1831 roku.
W miejscu spoczynku księcia Giedroycia postawiono ceglany grobowiec w kształcie prostokątnej kapliczki. Miał on około 2 metrów wysokości i był ozdobiony żelaznym krzyżem. Niestety, po pewnym czasie uległ zniszczeniu.